# مرحله تبارنمود

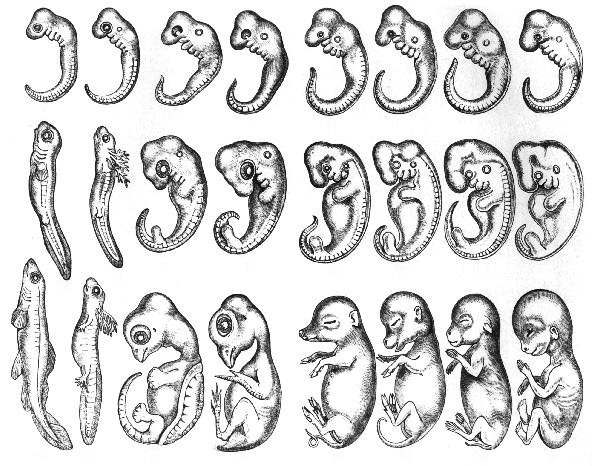
نقاشی‌های هکل که توسط جی. جی رومنز در سال ۱۸۹۲ تکثیر شد. رویان‌شناسان اولیه، از جمله هکل و فون بائر، خاطرنشان کردند که جنین‌های جانوران مختلف از مرحله مشابهی عبور می‌کنند که در آن بسیار شبیه به یکدیگر هستند.

در رویان‌شناسی، مرحله تبارنمود یا دوره تبارنمود (به انگلیسی: Phylotypic stage) یک مرحله رشد یا دوره نموی خاص در طول اواسط جنین‌زایی است که در آن جنین‌های گونه‌های مرتبط در یک شاخه بیشترین درجه شباهت ریخت‌شناسی و مولکولی را با هم دارند. مطالعات مولکولی اخیر در گونه‌های مختلف گیاهی و جانوری توانایی تعیین کمیت بیان ژن‌هایی را دارند که مراحل حیاتی رشد جنین را پوشش می‌دهند و دریافتند که در طول دوره تبارنمود که از نظر ریخت‌شناسی تعریف شده‌است، قدیمی‌ترین ژن‌های تکاملی، ژن‌هایی با الگوهای بیان زمانی مشابه، و ژن‌هایی که تحت قوی‌ترین انتخاب تصفیه‌کننده هستند، بیشتر در طول دوره تبارنمود فعال هستند.
در حالی که این مفهوم در ابتدا با استفاده از مقایسه‌های ریخت‌شناسی جنین‌های در حال رشد از گونه‌های مختلف ابداع شد، دوره حداکثر شباهت اخیراً با استفاده از شواهد مولکولی شناسایی شده‌است. دوره تبارنمود با بهره‌گیری از حفاظت از بیان ژن، تخمین سن ژن، حفاظت از توالی ژن، بیان ژن‌های تنظیم کننده و عوامل رونویسی، و ارتباط متقابل ژن‌ها و پروتئین‌ها شناسایی شده‌است.